# Ophistreptus cycnodes
Ophistreptus cycnodes är en mångfotingart som först beskrevs av Karsch 1881.  Ophistreptus cycnodes ingår i släktet Ophistreptus och familjen Spirostreptidae. Inga underarter finns listade i Catalogue of Life.